# 리치 시몬스
리치 시몬스(영어: Rich Simmons)는 영국의 미술가이자 스트리트 아티스트이다. 스텐실과 팝아트를 뒤섞은 기법의 선구자로, 윌리엄 왕자와 케이트 미들턴의 결혼식을 풍자한 <Future F**King>이라는 작품으로 영국의 BBC와 NHK 방송에 출연되어 유명세를 얻은 후 그의 작품은 런던, 제네바, 파리, 뉴욕, 로스앤젤레스 등의 도시에서 전시되고 있다. 그의 최근 작품인 <Between the capes>는 슈퍼맨과 배트맨이 키스를 나누는 장면을 담은 것으로 언론의 주목을 받았다.